# الامکاد، مالاپورام
الامکاد، مالاپورام (به انگلیسی: Alamkod, Malappuram) یک منطقهٔ مسکونی در هند است که در کرالا واقع شده‌است.

## خصوصیات
الامکاد ۳۰٬۱۱۸ نفر جمعیت دارد.